# Bibliothèque scientifique internationale
Die Bibliothèque scientifique internationale (frz.; „Internationale wissenschaftliche Bibliothek“) ist eine französische Buchreihe mit populärwissenschaftlichen Büchern, die von dem Verleger Gustave-Germer Baillière (von 1873 bis 1884) unter der Leitung von Émile Alglave und dann von dem Verleger Félix Alcan (von 1885 bis 1919) herausgegeben wurde. Der Verleger Félix Alcan (1841–1925) konnte die Reihe wiederbeleben, indem er sich auf akademische Autoren stützte, mit denen er vertraut war.
Die Reihe definiert sich als ein Werk, das von den Autoren selbst im Interesse der Wissenschaft geleitet wird, um sie in all ihren Formen zu popularisieren und die eigenen Ideen ..., die jeden Tag in allen Ländern entwickelt werden, sofort in der ganzen Welt bekannt zu machen.
Die Reihe besteht aus mehr als 120 Werken, die von anerkannten Autoren geschrieben wurden, darunter eine große Anzahl von Akademikern wie Edmond Perrier (Präsident der Akademie der Wissenschaften) und Marcellin Berthelot (Staatssekretär derselben Akademie) sowie Charles Richet (Nobelpreisträger für Physiologie oder Medizin). Auch das Werk Der Ursprung der Kulturpflanzen (Origine des plantes cultivées, 1882, Band 43) von Alphonse Pyrame de Candolle fand beispielsweise Aufnahme darin.
Die Sammlung ist in 10 Hauptthemengebiete unterteilt (1 Sozialwissenschaften 2 Wissenschaftstheorie 3 Physiologie 4 Anthropologie 5 Zoologie 6 Botanik – Geologie 7 Chemie 8 Astronomie – Mechanik 9 Physik 10 Theorie der schönen Künste). Neben Werken, die sich mit den physikalischen und natürlichen Wissenschaften befassen, werden auch Themen behandelt, die mit diesen durch den Einsatz von Beobachtungs- und Experimentiermethoden verwandt sind. Die drei Hauptthemen (Sozialwissenschaften, Wissenschaftsphilosophie, Physiologie) machen die Hälfte der Publikationen aus.
In den Jahren 1873–1889 erschienen bei Brockhaus in Leipzig die Internationale wissenschaftliche Bibliothek auf Deutsch, die im Umfang jedoch kleiner blieb.
Im Jahr 1939 fusionierte der Verlag Félix Alcan mit den Presses Universitaires de France. Letztere brachte nach dem Zweiten Weltkrieg eine gleichnamige Kollektion auf den Markt.

## Übersicht
1873–1884 bei Gustave-Germer Baillière erschienene Titel
- 001. Les glaciers et les transformations de l'eau (John Tyndall, de la Royal Academy), Paris, Germer Baillière, 1873
- 002. Lois scientifiques du développement des nations (Walter Bagehot), Paris, Germer Baillière, 1873
- 003. La machine animale, locomotion terrestre et aérienne (Etienne-Jules Marey, de l' Académie des sciences), Paris, Germer Baillière, 1873
- 004. L'esprit et le corps considérés au point de vue de leur relation; suivi d'études sur les Erreurs généralement répandues au sujet de l'esprit (Alexander Bain), Paris, Germer Baillière, 1873
- 005. La locomotion chez les animaux suivi d'une étude sur l' Histoire de la navigation aérienne (James Bell Pettigrew), Paris, Germer Baillière, 1874
- 006. Introduction à la science sociale (Herbert Spencer, de l' Académie des sciences de Turin), Paris, Germer Baillière, 1874
- 007. Descendance et darwinisme (Oscar Schmidt), Paris, Germer Baillière, 1874
- 008. Le crime et la folie (Henry Maudsley), Paris, Germer Baillière, 1874
- 009. Les commensaux et les parasites dans le règne animal (Pierre-Joseph van Beneden), Paris, Germer Baillière, 1875
- 010. La conservation de l'énergie (Balfour Stewart), Paris, Germer Baillière, 1875
- 011. Les conflits de la science et de la religion (John William Draper, de l' Académie américaine des arts et des sciences), Paris, Germer Baillière, 1875 Digitalisat
- 012. Théorie scientifique de la sensibilité (Léon Dumont), Paris, Germer Baillière, 1875
- 013. Les fermentations (Paul Schützenberger, du Collège de France), Paris, Germer Baillière, 1875
- 014. La vie du langage (William Dwight Whitney, de l' Académie américaine des arts et des sciences), Paris, Germer Baillière, 1875
- 015. Les champignons (Mordecai Cubitt Cooke, sous la direction de Miles Joseph Berkeley), Paris, Germer Baillière, 1875
- 016. Les sens (Julius Bernstein), Paris, Germer Baillière, 1876
- 017. La synthèse chimique (Marcellin Berthelot, secrétaire perpétuel de l' Académie des sciences), Paris, Germer Baillière, 1876
- 018. La photographie et la photochimie (Hermann Wilhelm Vogel), Paris, Germer Baillière, 1876
- 019. Le cerveau, ses fonctions (Jules Bernard Luys, de l' Académie nationale de médecine), Paris, Germer Baillière, 1876
- 020. La monnaie et le mécanisme de l'échange (William Stanley Jevons), Paris, Germer Baillière, 1876
- 021. Les volcans et les tremblements de terre (Carl Wilhelm Casimir Fuchs), Paris, Germer Baillière, 1876
- 022. La défense des états et les camps retranchés (Général Brialmont), Paris, Germer Baillière, 1876
- 023. L'espèce humaine (Armand de Quatrefages, de l' Académie des sciences), Paris, Germer Baillière, 1877
- 024. Le son et la musique (Pietro Blaserna), suivi des des Causes physiologiques de l'harmonie musicale (Hermann von Helmholtz), Paris, Germer Baillière, 1877
- 025. Les nerfs et les muscles (Isidor Rosenthal), Paris, Germer Baillière, 1878
- 026. Principes scientifiques des beaux-arts: essais et fragments de théorie (Ernst Wilhelm von Brücke), suivi de L'optique et la peinture (Hermann von Helmholtz), Paris, Germer Baillière, 1878
- 027. La théorie atomique (Charles Adolphe Wurtz, des académies des sciences et de médecine), Paris, Germer Baillière, 1878
- 028. Les étoiles : essai d'astronomie sidérale, vol. I (Le père Angelo Secchi, de l' Académie des sciences), Paris, Germer Baillière, 1879
- 029. Les étoiles: essai d'astronomie sidérale, vol. II (Le père Angelo Secchi), Paris, Germer Baillière, 1879
- 030. L'homme avant les métaux (Nicolas Joly, de l'Académie des sciences), Paris, Germer Baillière, 1879
- 031. La science de l'éducation (Alexander Bain), Paris, Germer Baillière, 1879
- 032. Histoire de la machine à vapeur, vol I (Robert Henry Thurston), revue, annotée et augmentée d'une introduction par Joseph Hirsch, Paris, Germer Baillière, 1880
- 033. Histoire de la machine à vapeur, vol II (Robert Henry Thurston), Paris, Germer Baillière, 1880
- 034. Les peuples de l'Afrique ( Robert Hartmann), Paris, Germer Baillière, 1880
- 035. Les bases de la morale évolutionniste (Herbert Spencer), Paris, Germer Baillière, 1880
- 036. L'écrevisse, introduction à l'étude de la zoologie (Thomas Henry Huxley), Paris, Germer Baillière, 1880
- 037. La sociologie: essai de philosophie sociologique (Eugène De Roberty), Paris, Germer Baillière, 1881
- 038. Théorie scientifique des couleurs et leurs applications à l'art et à l'industrie (Ogden Rood), Paris, Germer Baillière, 1881
- 039. L'évolution du règne végétal – 1. Les cryptogames (Gaston de Saporta de l' Académie des sciences, et Antoine-Fortuné Marion), Paris, Germer Baillière, 1881
- 040. Le cerveau: organe de la pensée chez l'homme et chez les animaux, vol. I (Henry Charlton Bastian de la Royal Society), Paris, Germer Baillière, 1882
- 041. Le cerveau : organe de la pensée chez l'homme et chez les animaux, vol. II (Henry Charlton Bastian), Paris, Germer Baillière, 1882
- 042. Les illusions des sens et de l'esprit (James Sully), traduction anonyme due à  Henri Bergson, Prix Nobel de littérature, Paris, Germer Baillière, 1883
- 043. Origine des plantes cultivées (Alphonse de Candolle de l' Académie des sciences), Paris, Germer Baillière, 1883
- 044. Le Soleil (Charles Augustus Young de l' Académie américaine des arts et des sciences), Paris, Germer Baillière, 1883
- 045. Fourmis, abeilles et guêpes: études expérimentales sur l'organisation et les moeurs des sociétés d'insectes hyménoptères, vol. I (Sir John Lubbock, président de la Linnean Society of London), Paris, Germer Baillière, 1883
- 046. Fourmis, abeilles et guêpes: études expérimentales sur l'organisation et les moeurs des sociétés d'insectes hyménoptères, vol. II (Sir John Lubbock), Paris, Germer Baillière, 1883
- 047. La philosophie zoologique avant Darwin (Edmond Perrier, président de l' Académie des sciences), Paris, Germer Baillière, 1884
- 048. La matière et la physique moderne (John Stallo), avec une préface sur la théorie atomique par (Charles Friedel), Paris, Germer Baillière, 1884

1885–1919 bei Félix Alcan erschienene Titel

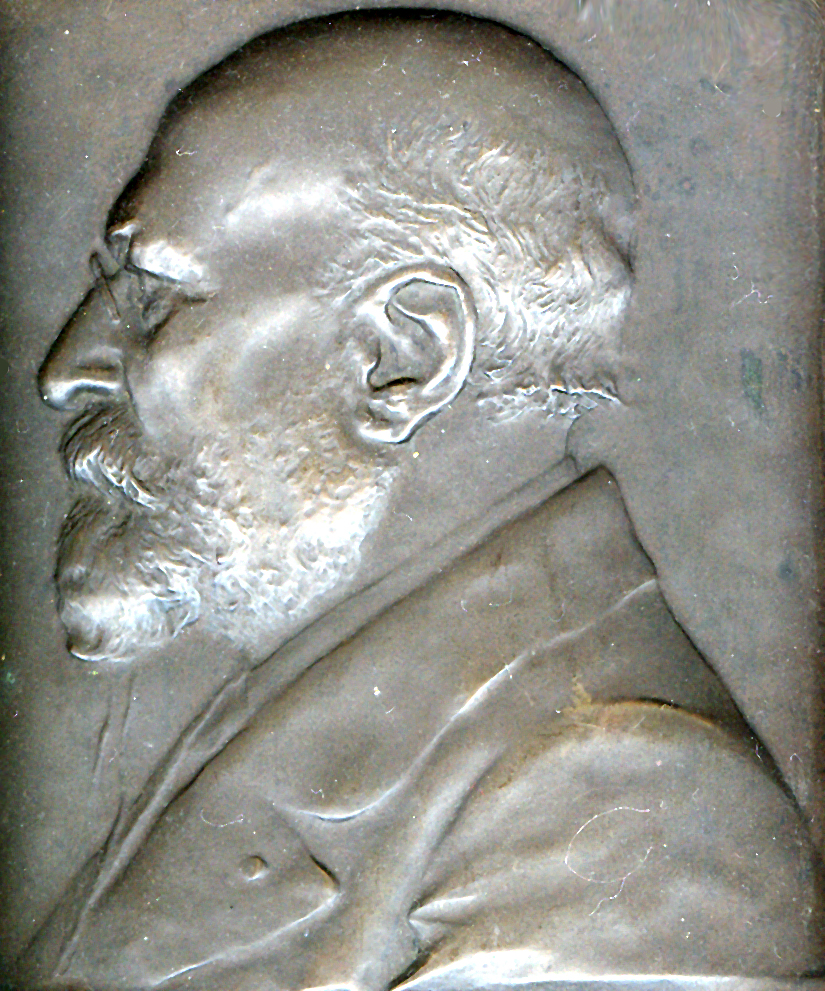
Félix Alcan

- 049. La physionomie et l'expression des sentiments (Paolo Mantegazza), Paris, Félix Alcan, 1885
- 050. Les organes de la parole et leur emploi dans la formation des sons du langage (Georg Hermann von Meyer), traduit de l'allemand et précédé d'une introduction sur l'enseignement de la parole aux sourds-muets par Oscar Claveau, Paris, Félix Alcan, 1885
- 051. Introduction à la botanique. Le sapin (Jean-Louis de Lanessan), Paris, Félix Alcan, 1885
- 052. L'évolution du règne végétal – 2. Les phanérogames (Gaston de Saporta et Antoine-Fortuné Marion), Paris, Félix Alcan, 1885
- 053. L'évolution du règne végétal – 3. Les phanérogames (Gaston de Saporta et Antoine-Fortuné Marion), Paris, Félix Alcan, 1885
- 054. Les microbes, les ferments et les moisissures (Dr Édouard Louis Trouessart), Paris, Félix Alcan, 1885
- 055. Les singes anthropoïdes et leur organisation comparée à celle de l'homme ( Robert Hartmann), Paris, Félix Alcan, 1886
- 056. Les mammifères dans leurs rapports avec leurs ancêtres géologiques (Oscar Schmidt), Paris, Félix Alcan, 1887
- 057. Le magnétisme animal (Alfred Binet et Charles Féré), Paris, Félix Alcan, 1887
- 058. L'intelligence des animaux, vol I (George John Romanes de la Royal Society), précédée d'une Préface sur l'évolution mentale par Edmond Perrier, Paris, Félix Alcan, 1887
- 059. L'intelligence des animaux, vol II (George John Romanes), Paris, Félix Alcan, 1887
- 060. Physiologie des exercices du corps (Dr Fernand Lagrange), Paris, Félix Alcan, 1888
- 061. L'évolution des mondes et des sociétés (André Berthelot, sénateur, et Camille Dreyfus), Paris, Félix Alcan, 1888
- 062. Les régions invisibles du globe et des espaces célestes (Auguste Daubrée de l' Académie des sciences), Paris, Félix Alcan, 1888
- 063. L'homme préhistorique étudié d'après les monuments et les costumes retrouvés dans les différents pays de l'Europe, suivi d'une étude sur les moeurs et coutumes des sauvages modernes, vol. I (Sir John Lubbock), Paris, Félix Alcan, 1888
- 064. L'homme préhistorique étudié d'après les monuments et les costumes retrouvés dans les différents pays de l'Europe, suivi d'une étude sur les moeurs et coutumes des sauvages modernes, vol. II (Sir John Lubbock), Paris, Félix Alcan, 1888
- 065. La chaleur animale (Charles Richet, prix Nobel de physiologie ou médecine), Paris, Félix Alcan, 1889
- 066. La période glaciaire: étudiée principalement en France et en Suisse (Albert Falsan), Paris, Félix Alcan, 1889
- 067. Les sensations internes (Henri-Étienne Beaunis), Paris, Félix Alcan, 1889
- 068. La France préhistorique: d'après les sépultures et les monuments (Émile Cartailhac de l' Académie royale suédoise des belles-lettres, d'histoire et des antiquités), Paris, Félix Alcan, 1889
- 069. La révolution chimique: Lavoisier, ouvrage suivi de notices et extraits des registres inédits de laboratoire de Lavoisier (Marcellin Berthelot), Paris, Félix Alcan, 1890
- 070. Les sens et l'instinct chez les animaux, et principalement chez les insectes (Sir John Lubbock), Paris, Félix Alcan, 1890
- 071. La famille primitive: ses origines et son développement (Carl Nicolai Starcke), Paris, Félix Alcan, 1891
- 072. Les virus (Dr Saturnin Arloing), Paris, Félix Alcan, 1891
- 073. L'homme dans la nature (Paul Topinard), Paris, Félix Alcan, 1891
- 074. Les altérations de la personnalité (Alfred Binet), Paris, Félix Alcan, 1892
- 075. Darwin et ses précurseurs français: étude sur le transformisme  (Armand de Quatrefages), Paris, Félix Alcan, 1892
- 076. Les races et les langues (André Lefèvre), Paris, Félix Alcan, 1893
- 077. Les émules de Darwin , vol I (Armand de Quatrefages), précédée d'une Préface sur l'évolution mentale par Edmond Perrier, Paris, Félix Alcan, 1894
- 078. Les émules de Darwin , vol II (Armand de Quatrefages), Paris, Félix Alcan, 1894
- 079. Le centre de l'Afrique: Autour du Tchad (Paul Brunache), Paris, Félix Alcan, 1894
- 080. Les aurores polaires (Charles-Alfred Angot de l' Académie royale des sciences de Suède), Paris, Félix Alcan, 1895
- 081. Le pétrole, l'asphalte et le bitume au point de vue géologique (Auguste Jaccard), Paris, Félix Alcan, 1895
- 082. La géologie comparée (Stanislas Meunier), Paris, Félix Alcan, 1895
- 083. Théorie nouvelle de la vie (Félix Le Dantec), Paris, Félix Alcan, 1896
- 084. Principes de colonisation (Jean-Louis de Lanessan), Paris, Félix Alcan, 1897
- 085. L'évolution régressive en biologie et en sociologie (Jean Demoor, Jean Massart et Émile Vandervelde de l' Académie royale des Sciences, des Lettres et des Beaux-Arts de Belgique), Paris, Félix Alcan, 1897
- 086. Formation de la nation française: textes, linguistique, paléontologie, anthropologie (Gabriel de Mortillet), Paris, Félix Alcan, 1897
- 087. La culture des mers en Europe: piscifacture, pisciculture, ostréiculture (Georges Roché), Paris, Félix Alcan, 1898
- 088. Les végétaux et les milieux cosmiques (adaptation, évolution) (Julien Costantin de l' Académie des sciences), Paris, Félix Alcan, 1898
- 089. Évolution individuelle et hérédité: théorie de la variation quantitative (Félix Le Dantec), Paris, Félix Alcan, 1898
- 090. La céramique ancienne et moderne (Charles-Ernest Guignet et Édouard Garnier), Paris, Félix Alcan, 1899
- 091. L'audition et ses organes (Dr Marie-Ernest Gellé), Paris, Félix Alcan, 1899
- 092. La géologie expérimentale (Stanislas Meunier), Paris, Félix Alcan, 1899
- 093. La nature tropicale (Julien Costantin), Paris, Félix Alcan, 1899
- 094. Les débuts de l'art (Ernst Grosse), traduit de l'allemand par Alfred Dirr, préface de Léon Marillier, Paris, Félix Alcan, 1902
- 095. Les maladies de l'orientation et de l'équilibre (Joseph Grasset), Paris, Félix Alcan, 1901
- 096. Les bases scientifiques de l'éducation physique (Georges Demenÿ), Paris, Félix Alcan, 1902
- 097. L'eau dans l'alimentation (François Malméjac), préface de Frédéric-Charles Schlagdenhauffen, Paris, Félix Alcan, 1902
- 098. La géologie générale (Stanislas Meunier), Paris, Félix Alcan, 1903
- 099. Mécanisme et éducation des mouvements (Georges Demenÿ), Paris, Félix Alcan, 1904
- 100 Histoire de l'habillement et de la parure (Louis Bourdeau), Paris, Félix Alcan, 1904
- 101. Les exercices physiques et le développement intellectuel (Angelo Mosso de l' Académie royale des sciences de Suède), traduit de l'italien par Valentine Claudius-Jacquet, Paris, Félix Alcan, 1904
- 102. Les lois naturelles: réflexions d'un biologiste sur les sciences (Félix Le Dantec), Paris, Félix Alcan, 1904
- 103. L'évolution inorganique étudiée par l'analyse spectrale (Sir Joseph Norman Lockyer de la Royal Society), traduit de l'anglais par Édouard d'Hooghe, Paris, Félix Alcan, 1905
- 104. Latins et Anglo-Saxons: races supérieures et races inférieures (Napoleone Colajanni), traduit de l'italien et préfacé par Julien Dubois, Paris, Félix Alcan, 1905
- 105. Physiologie de la lecture et de l'écriture; suivie de déductions pratiques relatives à l'hygiène, aux expertises en écriture et aux progrès de la typographie, de la cartographie, de l'écriture en relief pour les aveugles, etc. (Émile Javal), Paris, Félix Alcan, 1905
- 106. Le transformisme appliqué à l'agriculture (Julien Costantin), Paris, Félix Alcan, 1906
- 107. Parasitisme et mutualisme dans la nature (Dr Léon Laloy), préface d' Alfred Giard, Paris, Félix Alcan, 1906
- 109. La Dynamique des phénomènes de la vie (Jacques Loeb de l' Académie américaine des arts et des sciences), traduit de l'allemand par Henri Daudin et Georges Schaeffer, préface d' Alfred Giard, Paris, Félix Alcan, 1908
- 110. L'évolution de la vie (Henry Charlton Bastian), traduit de l'anglais et préfacé par Henry Crosnier de Varigny, Paris, Félix Alcan, 1908
- 111. Espèces et variétés: leur naissance par mutation (Hugo de Vriès), de la Royal Society, traduit de l'anglais par Louis Blaringhem de l' Académie des sciences, Paris, Félix Alcan, 1909
- 112. L'idéal du XIXe siècle (Marius-Ary Leblond), Paris, Félix Alcan, 1909
- 113. Aliénés et anormaux (Jacques Roubinovitch), Paris, Félix Alcan, 1910
- 114. La stabilité de la vie: étude énergétique de l'évolution des espèces (Félix Le Dantec), Paris, Félix Alcan, 1910
- 115. La genèse des espèces animales (Lucien Cuénot), Paris, Félix Alcan, 1910
- 116. Le mouvement: mesures de l'étendue et mesures du temps (Jules Andrade), Paris, Félix Alcan, 1911
- 117. L'oreille: organe d'orientation dans le temps et dans l'espace (Élie de Cyon), Paris, Félix Alcan, 1911
- 118. La Grammaire de la science: la physique (Karl Pearson), traduit de l'anglais par Lucien March, Paris, Félix Alcan, 1911
- 119. L'espèce et son serviteur: sexualité, moralité (André Cresson), Paris, Félix Alcan, 1913
- 120. Transformisme et créationnisme: contribution à l'histoire du transformisme depuis l'Antiquité à nos jours (Jean-Louis de Lanessan), Paris, Félix Alcan, 1914
- 121. La géologie biologique (Stanislas Meunier), Paris, Félix Alcan, 1914
- 122. La vie et la lumière: biophotogénèse ou production de la lumière par les êtres vivants : action de la lumière visible, des radiations ultra-violettes, infra-rouges, fluorescentes, des rayons X, du radium et des ondes hertziennes sur les animaux et sur les végétaux : photothérapie (Raphaël Dubois), Paris, Félix Alcan, 1914
- 123. La sélection humaine (Charles Richet, Nobelpreis für Physiologie oder Medizin), Paris, Félix Alcan, 1919

## Internationale wissenschaftliche Bibliothek (Brockhaus)
- 1. TYNDALL, J. Das Wasser in seinen Formen als Wolken und Flüsse, Eis und Gletscher.
- 2. SCHMIDT, O. Descendenzlehre und Darwinismus.
- 3. BAIN. A. Geist und Körper.
- 4. BAGEHOT, W. Der Ursprung der Nationen. Betrachtungen über den Einfluss der natürlichen Zuchtwahl und der Vererbung auf die Bildung politischer Gemeinwesen.
- 5. VOGEL, H. Die ehemischen Wirkungen des Lichts und die Photographie in ihrer Anwendung in Kunst, Wissenschaft und Industrie.
- 6. 7. SMITH, E. Die Nahrungsmittel. 2 Theile.
- 8. LOMMEL, E. Das Wesen des Lichts. Gemeinfassliche Darstellung der physikalischen Optik.
- 9. J. STEWART, B. Die Erhaltung der Energie, das Grundgesetz der heutigen Naturlehre, gemeinfasslich dargestellt.
- 10. PETTIGREW, J. B. Die Ortsbewegung der Thiere. Nebst Bemerkungen über die Luftschifffahrt.
- 11. MAUDSLEY, H. Die Zurechnungsfähigkeit der Geisteskranken.
- 12. BERNSTEIN. J. Die fünf Sinne des Menschen.
- 13. DRAPER, J.W. Geschichte der Conflicte zwischen Religion und Wissenschaft.
- 14. 15. SPENCER, H. Einleitung in das Studium der Sociologie. 2 Theile.
- 16. COOKE, J. Die Chemie der Gegenwart.
- 17. FUCHS, K. Vulkane und Erdbeben.
- 18. VAN BENEDEN, P. J. Die Schmarotzer des Thierreichs.
- 19. PETERS, K. F. Die Donau und ihr Gebiet.
- 20. WHITNEY, W. D. Leben und Wachsthum der Sprache.
- 21. JEVONS, W. S. Geld und Geldverkehr.
- 22. DUMONT, L. Vergnügen und Schmerz. Zur Lehre von den Gefühlen.
- 23. SCHÜTZENBERGER, P. Die Gärungserscheinungen.
- 24. BLASERNA, P. Die Theorie des Schalls in Beziehung zur Musik.
- 25. BERTHELOT, M. Die chemische Synthese.
- 26. LUYS, J. Das Gehirn, sein Bau u. seine Verrichtungen.
- 27. RÔSENTHAL, J. Allgemeine Physiologie der Muskeln und Nerven.
- 28. BRÜCKE, E. Bruchstücke" aus der Theorie d. bildenden Künste.
- 29. MEYER, H. Grundzüge des Strafrechts nach der deutschen Gesetzgebung unter Berücksichtigung ausländischer Rechte.
- 30. 31. DE QUATREFAGES, A. Das Menschengeschlecht. 2 Theile.
- 32. 33. BÖHMERT, V. Die Gewinnbetheiligung. Untersuchungen über Arbeitslohn und Unternehmergewinn. 2 Theile.
- 34. SECCHI, A. Die Sterne. Grundzüge der Astronomie der Fixsterne. Mit 78 Abbildungen und 9 Tafeln in Farbendruck, Lithographie und Stahlstich.
- 35. LOCKYER, J. N. Studien zur Spectralanalyse.
- 36. VIGNOLI, T. Ueber das Fundamentalgesetz der Intelligenz im Thierreichs. Versuch einer vergleichenden Psychologie.
- 37. WÜRTZ , A. Die atomistische Theorie.
- 38. HARTMANN, R. Die Völker Afrikas. Digitalisat
- 39. 40. SEMPER, C. Die natürlichen Existenzbedingungen der Thiere. 2 Theile.
- 41. ROOD, O. N. Die moderne Farbenlehre mit Hin Weisung auf ihre Benutzungen in Malerei und Kunstgewerbe.
- 42. Meyer, Georg Hermann v., Unsere Sprachwerkzeuge und ihre Verwendung zur Bildung der Sprachlaute.
- 43., 44. THURSTON, R. H. Die Dampfmaschine. Geschichte ihrer Entwicklung. Bearbeitet von W. H. Uhland. 2 Theile.
- 45. BAIN, A. Erziehung als Wissenschaft.
- 46. JOLY, N. Der Mensch vor der Zeit der Metalle.
- 47. VIGNOLI, T. Mythus und Wissenschaft.
- 48. HUXLEY, T. H. Der Krebs. Eine Einleitung in das Studium der Zoologie.
- 49. FRITZ, H. Das Polarlicht.
- 50. MORSELLI, H. Der Selbstmord. Ein Kapitel a. d. Moralstatistik.
- 51. FICK, A. Mechanische Arbeit und Wärmeentwickelung bei der Muskelthätigkeit.
- 52. 53. BASTIAN, C. H. Das Gehirn als Organ des Geistes. 2 Theile.
- 54. DE SAPORTA, G., und A. F. MARION. Die paläontologische Entwickelung des Pflanzenreichs. Die Kryptogaraen.
- 55. LE CONTE, J. Die Lehre vom Sehen.
- 56. MELDE, F. Akustik. Fundamentalerscheinungen und Gesetze einfach tönender Körper.
- 57. LUBBOCK, Sir J. Ameisen, Bienen und Wespen.
- 58. YOUNG, C. A. Die Sonne.
- 59. MACH , E. Die Mechanik in ihrer Entwickelung historisch-kritisch dargestellt.
- 60. HARTMANN, R. Die menschenähnlichen Affen und ihre Organisation im Vergleich zur menschlichen.
- 61. SCOTT, R. H. Elementare Meteorologie.
- 62. SULLY, T. Die Illusionen. Eine psychologische Untersuchung.
- 63. HUXLEY, T. H. Physiographie.
- 64. Alphonse de Candolle: Der Ursprung der Culturpflanzen. Leipzig, F.A. Brockhaus, 1884.
- 65. …[8]